# Miroslav Šalom Freiberger
Miroslav Šalom Freiberger (hebr.: שלום (מירוסלאב) פרייברגר; Zagreb, 9. siječnja 1903. - Auschwitz, 8. svibnja 1943.), židovski teolog, vjeroučitelj, prevoditelj, pisac i posljednji ratni zagrebački nadrabin.

## Životopis
Miroslav Šalom Freiberger je rođen 9. siječnja 1903 godine u Zagrebu. Bio je oženjen za Irenu (Steiner) Freiberger s kojom je imao sina Rubena Mihaela (dolaskom u Izrael 1942. promijenio je ime i prezime u Reuven Yaron). Freiberger je studirao na Visokoj školi za židovske znanosti u Berlinu. Godine 1923. postao je predsjednik Židovskog narodnog akademskog društva Judeja gdje je poticao njegov razvoj. Godine 1929 godine postao je rabin u Zagrebu, te ujedno i zamjenik nadrabina u Osijeku. Osobitu je popularnost stekao među mlađim naraštajima Židova zahvaljujući svojoj komunikativnosti. Dužnost rabina Židovske bogoštovne općine Zagreb (ŽBOZ) je obnašao od 1936. do 1941. godine. Nadrabin Freiberger je bio aktivan u svim područjima života zajednice i zaslužan za njezinu homogenizaciju. Sredinom 1930-ih priklonio se s Aleksandrom Lichtom "Općim cionistima", te je bio istaknuti član Udruge općih cionista Kraljevine Jugoslavije, a od 1938. i potpredsjednik. Smrću nadrabina Gavre Schwartza 1942. godine, preuzeo je dužnost zagrebačkog nadrabina. Nadrabin Freiberger je u godinama prije Drugog svjetskog rata snažno zagovarao cionistički pokret i povratak Židova u Obećanu Zemlju, iako je sam odlučio ostati sve dok još ima i jednog Židova u Zagrebu. Osnutkom Nezavisne Države Hrvatske (NDH) i početkom primjene rasnih zakona, nadrabin Freiberger se zauzeo u spašavanju članova svoje zajednice. Brinuo se za zatočenike ustaških logora, intervenirao kod režima NDH, prikupljao novac i sl. Imao je brojne veze sa židovskim organizacijama u Italiji, Mađarskoj i Švicarskoj, te izuzetno dobre odnose s Katoličkom Crkvom u Hrvatskoj, a posebice sa zagrebačkim nadbiskupom Alojzijem Stepincem. Nadbiskup Stepinac je tražio od nadrabina Freibergera da se sa svojom obitelji skloni na njegovom dvoru na Kaptolu, te da tamo dočeka kraj rata. Nadrabin Freiberger je međutim odbacio taj prijedlog istaknuvši da želi dijeliti sudbinu svoga naroda. Krajem 1942. godine, nadrabin Freiberger je otpratio posljednju skupinu spašenih Židova koji su preko Budimpešte i Istanbula prebačeni u Palestinu. Među njima je, uz 10 maloljetnih djevojčica i dječaka, bio i nadrabinov šesnaestogodišnji sin Ruben. Skupina je dobila potrebne papire za napuštanje Zagreba tek nakon što je kod režima NDH intervenirao nadbiskup Stepinac i vatikanski dužnosnici. Nadrabin Freiberger se obratio Markoniju, predstavniku Vatikana u Zagrebu, s molbom za intervenciju. 15. kolovoza 1942. godine državni sekretar Vatikana kardinal Luigi Maglione naredio je predstavnicima Vatikana u Budimpešti i Bukureštu da zamole tamošnje vlade za pristanak za tranzit židovske djece. Unatoč pokušajima nadbiskupa Stepinca da ga spasi, nadrabin Freiberger je uhićen u proljeće 1943. godine i to par dana nakon dolaska Heinricha Himmlera u Zagreb, a koji je osobno došao prosvjedovati kod režima NDH nezadovoljan brzinom kojom se rješava "Židovsko pitanje" na teritoriju NDH. Nadbiskup Stepinac je odmah po uhićenju nadrabina Freibergera uputio prosvjedno pismo u kojem je zahtijevao njegovo oslobađanje. Sve to nažalost nije urodilo plodom. Nadrabin Freiberger i supruga Irena su 3. svibnja 1943. bili deportirani, sa Zagrebačkog Glavnog kolodvora, u Koncentracijski logor Auschwitz. Ubijen je po dolasku u Auschwitz zato što je prosvjedovao protiv brutalnosti i neljudskog ponašanja prema članovima svoje zajednice.
Danas u Zagrebu djeluje kulturno društvo koje nosi njegovo ime, Kulturno društvo Miroslav Šalom Freiberger.

## Izdavačka djelatnost
Još kao rabin u Osijeku bio je zapaženi člankopisac, a članci su mu objavljivani u zagrebačkom časopisu "Židov". Posebno se bavio pitanjem ustrojstva i djelovanja židovske općine u europskoj dijaspori u razdoblju srednjeg i novog vijeka, te o tome objavljivao i radove.
Budući da se uvijek osjećao pripadnikom i židovskog naroda i hrvatske kulture, tu je svoju dvostruku pripadnost iskazivao i dvostrukim imenom. Svoja djela iz područja duhovnosti, namijenjena prvotno židovskoj zajednici, potpisivao je kao Šalom M. Freiberger, dok je djela od šireg društvenog interesa i svjetovnog karaktera potpisivao kao Miroslav Š. Freiberger.
Uz ostalo, Miroslav Šalom Freiberger s hebrejskog je preveo i Molitvenik koji je izašao u izdanju Biblioteke Jevrejskog narodnog kalendara u Zagrebu 1938. (Reprinti izdanje: Židovska općina Zagreb, 1998.).

## Vanjske poveznice
- Snješka Knežević, Aleksander Laslo. 2011. Židovski Zagreb. AGM, Židovska općina Zagreb. Zagreb. ISBN 978-953-174-393-8
- Goldstein, Ivo. 2001. Holokaust u Zagrebu. Novi Liber. Zagreb. ISBN 953-6045-19-2
- Goldstein, Ivo. 2005. Židovi u Zagrebu 1918 - 1941. Novi Liber. Zagreb. ISBN 953-6045-23-0